# Championnats de France d'athlétisme 1945
Navigation
Championnats 1943 Championnats 1946
Les Championnats de France d'athlétisme 1945 ont eu lieu les 28 et 29 juillet 1945 au Stade Municipal de Bordeaux.

## Palmarès
| Discipline        | Hommes            | Hommes            | Femmes               | Femmes       |
| ----------------- | ----------------- | ----------------- | -------------------- | ------------ |
| 60 m              | -                 | -                 | Liliane Sprecher     | 8 s 0        |
| 100 m             | René Valmy        | 10 s 9            | Jeanine Salagoïty    | 12 s 8       |
| 200 m             | René Valmy        | 21 s 9            | Jeanine Salagoïty    | 26 s 3       |
| 400 m             | André Sigonney    | 48 s 5            | -                    | -            |
| 800 m             | Marcel Hansenne   | 1 min 52 s 3      | Léa Caurla           | 2 min 21 s 5 |
| 1 500 m           | Marcel Hansenne   | 3 min 54 s 9      | -                    | -            |
| 5 000 m           | René Breistroffer | 15 min 04 s 6     | -                    | -            |
| Marathon          | Pierre Cousin     | 2 h 41 min 17 s 0 | -                    | -            |
| 80 m haies        | -                 | -                 | Janine Magnin        | 12 s 5       |
| 110 m haies       | Henri Maignan     | 15 s 0            | -                    | -            |
| 400 m haies       | Jacques Maloubier | 55 s 6            | -                    | -            |
| 10 000 m marche   | Louis Chevalier   | 46 min 45 s 4     | -                    | -            |
| 50 km marche      | Camille Guiselin  | 5 h 05 min 10 s 8 | -                    | -            |
| Saut en longueur  | Jean Balezo       | 7,00 m            | Yvonne Curtet        | 5,30 m       |
| Triple saut       | Robert Joanblanq  | 13,78 m           | -                    | -            |
| Saut en hauteur   | Pierre Lavalée    | 1,88 m            | Claudie Rey          | 1,48 m       |
| Saut à la perche  | Georges Breitmann | 3,70 m            | -                    | -            |
| Lancer du poids   | Jean Balezo       | 13,845 m          | Micheline Ostermeyer | 11,49 m      |
| Lancer du disque  | Daniel Héricé     | 43,50 m           | Denise Mottuel       | 35,76 m      |
| Lancer du marteau | Roger Braconnot   | 45,31 m           | -                    | -            |
| Lancer du javelot | Raymond Tissot    | 57,09 m           | Simone Tarlet        | 31,78 m      |